# Lutxíste
Lutxíste (en (ucraïnès): Лучисте, en rus: Лучистое, Lutxístoie) és un poble de la República Autònoma de Crimea a Ucraïna, que el 2014 tenia 1.180 habitants. Pertany al districte rural d'Aluixta.